# Jangali
Jangali fou el nom d'un moviment polític revolucionari de Pèrsia, al Gilan. Va agafar el seu nom per haver-se iniciat als boscos (jangali) de Gilan. Els seus caps principals foren Mirza Kucik Khan i Ihsan Allah Khan; demanaven el final de la influència europea i la islamització.
Es va formar un comitè revolucionari i van rebre entrenament militar d'oficials alemanys, austríacs i otomans (1916). Es van finançar amb un impost revolucionari als grans propietaris; el 1917, després de la revolució russa es va començar a estendre pel Mazanderan i el març de 1918 van estar a punt d'ocupar Qazwin. Tropes britàniques van haver de controlar l'accés cap al Caucas i els pous de petroli de Bakú i després d'alguns enfrontaments la Gran Bretanya va reconèixer a Mirza Kucik Khan la possessió del Gilan per un acord signat el 12 d'agost de 1918 a canvi del final de les hostilitats, l'expulsió dels instructors dels imperis centrals i l'alliberament d'ostatges britànics. Aquest acord no fou acceptat per l'ala radical del moviment, dirigida per Ihsan Allah Khan i el desacord va permetre una provisional recuperació del control de Gilan pels cosacs perses (1919).
Llavors els bolxevics van entrar procedents del Caucas en persecució dels blancs, van bombardejar Enzeli (18 de maig de 1920) i van ocupar la capital regional Rasht. El 5 de juny de 1920 es va formar un nou comitè revolucionari altre cop presidit per Mirza Kucik Khan, que va proclamar la República Soviètica de Gilan com a part de la futura República Soviètica Persa. Una radical reforma agrària va confiscar els latifundis i es van distribuir les terres als camperols, però l'expansió de les idees comunistes fou limitada. Les dissensions entre radicals i moderats van retornar i Kucik va expulsar els comunistes del govern. El 8 de setembre de 1921 el govern bolxevic, d'acord amb la declaració de 26 de febrer de 1921 de renunciar a l'imperialisme tsarista, va signar un acord amb Pèrsia que li reconeixia la possessió de Gilan. Mancat del suport de l'exèrcit roig, el moviment jangali es va debilitar seriosament i el comitè de terratinents de Gilan (Zarganda) va demanar el suport de l'exèrcit persa. Rida Khan (després Rida Shah) va dirigir un fort contingent que va ocupar fàcilment la república (octubre de 1918). Kucik fou fet presoner i executat.